# Ferencvárosi TC
Ferencvárosi Torna Club, oziroma Ferencváros je madžarski nogometni klub iz Budimpešte. Ustanovljen je bil 3. maja 1899 in aktualno igra v 1. madžarski nogometni ligi.
Z domačih tekmovanj ima Ferencváros 34 naslovov državnega prvaka in 36 naslovov državnega podprvaka, 1 naslov prvaka in 1 naslov podprvaka 2. lige, 24 naslovov prvaka državnega pokala, 6 naslovov prvaka državnega superpokala ter 2 naslova prvaka ligaškega pokala. Z evropskih tekmovanj pa so vidnejši uspehi Ferencvárosa naslov prvaka (1964/65) in 1 naslov podprvaka (1967/68) pokala evropskih medmestnih sejmov, naslov podprvaka evropskega pokala pokalnih prvakov (1974/75), dvakratni naslov prvakov (1928, 1937) in štirikratni naslov podprvakov pokala Mitropa (1935, 1938, 1939, 1940) ter en naslov prvaka (1909) in en naslov podprvaka (1911) pokala Challenge (še za čas Avstro-Ogrske). V sezoni 2020/21 se je Ferencváros prvič uspel uvrstiti v skupinski del Lige prvakov, ko je v prvem krogu bil boljši od švedskega Djurgårdensa (2-0), v drugem od škotskega Celtica (1-2), v tretjem od hrvaškega Dinama (2-1) ter v play-offu od norveškega Moldeja (3-3, 0-0).
Domači stadion Ferencvárosa je Groupama Aréna, ki sprejme 22.000 gledalcev. Barvi dresov sta zelena in bela. Nadimek nogometašev je Zöld Sasok ("Zeleni Orli").